# Ren
Renul (Rangifer tarandus) este un animal rumegător mai mic decât elanul, trăiește în regiunea arctică de tundră sau taiga, din nordul Europei, Asiei, Americii de Nord și Groenlandei. În prezent arealul lui de răspândire a ajuns și în regiunile cu climă temperată, fiind singurul reprezentant din familia cerbului (Cervidae) care a fost domesticit fiind crescut în turme. În America de Nord specia de reni este numită karibu, denumire care provine din limba indienilor Mi'kmaq.

## Caracteristici
Mărimea animalului diferă în funcție de regiunea geografică unde trăiește. Astfel, el poate avea lungimea corpului între 120 – 220 cm, înălțimea la greabăn 90 – 140 cm și o greutate între 60 – 300 kg. Blana are perii lungi, situați dens, culoarea diferă de la vară când este brună închis, la iarnă când are nuanțe mai deschise, aproape alb. Coarnele sunt ramificate cu extremitățile lățite, au lungimea între 20 – 50 cm, ele sunt folosite de masculi pentru apărare, în luptele din perioada împerecherii sau iarna în căutare de hrană, pentru a îndepărta zăpada. Copita renului este despicată, ca la toate rumegătoarele, deoarece sub greutatea animalului se lățește, lucru care permite renului să poată traversa ținuturi mlăștinoase.

## Mod de viață
Renul trăiește în turme, care în timpul migrațiilor în căutare de hrană pot atinge mai multe sute de mii de capete. În Alaska, de exemplu, s-au văzut turme ce atingeau cifra de 500.000 de animale. În afară de perioada migrației, animalele trăiesc în grupuri de la 10 până la 100 de animale, în grupă domnește o ierarhie determinată de mărimea animalelor, grupele sunt formate în general din masculi sau femele.
Numai în octombrie, în perioada împerecherii, masculii adulți încearcă să formeze un harem cu cât mai multe femele. Perioada de gestație la reni durează 230 de zile, femelele fată de obicei un singur pui, prin luna mai sau iunie. Renii ajung la maturitate sexuală la vârsta de doi ani, iar în general pot atinge în medie vârsta de 12 - 15 ani, în cazuri de excepție ating vârsta de 20 de ani. Renii sunt animale erbivore, în lunile calde consumă iarbă, în schimb iarna, se hrănesc numai cu licheni sau mușchi, pe care le caută sub zăpadă. Dușmanii naturali ai renului sunt lupul, linxul, ursul polar și Gulo gulo o specie de jderi, aceste carnivore pot prinde de obicei numai exemplarele slăbite sau bolnave. O adevărată plagă pentru animale o reprezintă ectoparaziții, sau roiurile numeroare de țânțari arctici.

## Biologie și comportament

### Alimentație

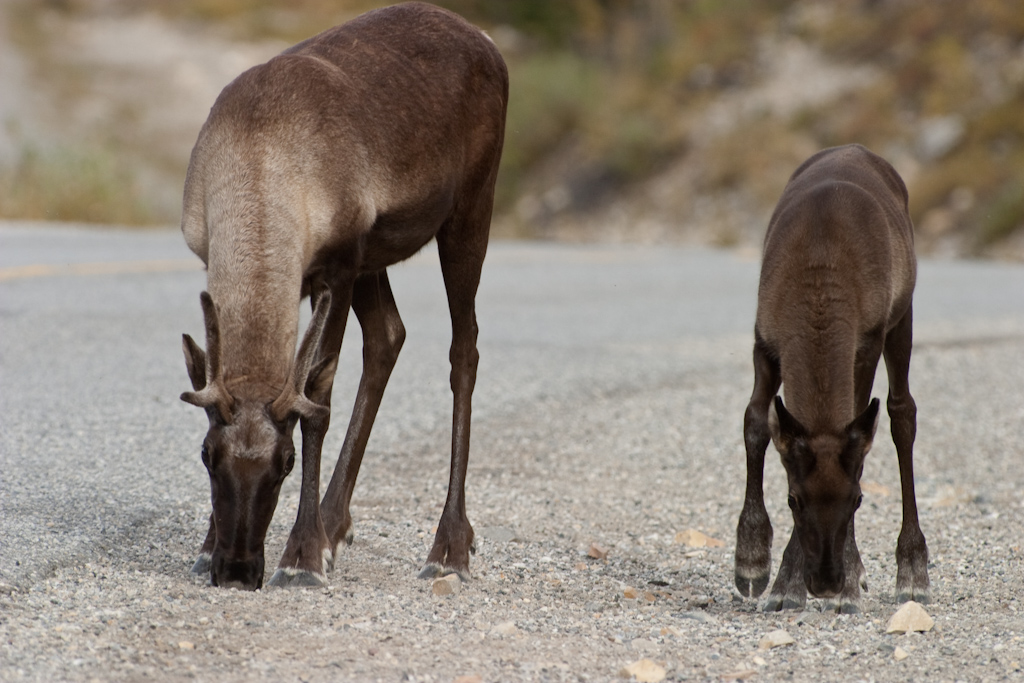
Caribou ce linge sarea de pe carosabil în Columbia Britanică

Renii sunt rumegătoare, având un stomac cu patru camere. Ei consumă, în principal, lichenii în timpul iernii, în special mușchii pentru reni - o adaptare unică printre mamifere - și sunt "singurul mamifer mare capabil să metabolizeze lichenii datorită bacteriilor și protozoarelor specializate în intestin". Sunt singurele animale (cu excepția unor gastropoduri) în care a fost găsită enzima lichenaza, care descompune lichenina în glucoză. Cu toate acestea, ei mănâncă și frunzele de salcie și mesteacăn, precum și Ciperacee și Poaceae. S-au cunoscut că își mănâncă propriile coarne căzătoare, probabil pentru calciu. Există unele dovezi care sugerează că, ocazional, mai ales în primăvara anului când acestea sunt stresate din punct de vedere nutrițional, se hrănesc și cu mici rozătoare cum ar fi lemmings(rozătoare mici), pești arctici și ouă de pasăre. Renul condus de Ciukci a fost cunoscut pentru devorarea ciupercilor cu entuziasm la sfârșitul verii. În timpul verii arctice, când există lumină naturală continuă, renii își schimbă modul de dormit de la unul sincronizat cu soarele până la un model ultradimensional, în care ei dorm atunci când trebuie să-și digere hrana.